# Philippe Barbarin
Philippe Xavier Christian Ignace Marie kardinál Barbarin (* 17. října 1950, Rabat, Maroko) je francouzský římskokatolický duchovní, v letech 2002–2020 lyonský arcibiskup a Primas Galie.
V březnu 2019 byl nepravomocně shledán vinným ze zatajování sexuálního zneužívání nezletilých jiným duchovním. Proti rozsudku se odvolal a odvolací soud jej obvinění zprostil.

## Životopis
Philippe Barbarin studoval v Paříži filozofii a katolickou teologii. Získal licenciát z teologie a je doktorem filozofie. Dne 17. prosince 1977 byl vysvěcen na kněze a následujících osm let působil jako vikář v Alfortville a Vincennes. V letech 1985 až 1990 pracoval jako duchovní a učitel v Saint-Maur. Zabýval se také otázkami ekumenického hnutí. V letech 1991 až 1994 byl farářem v Boissy-Saint-Léger, v letech 1994 až 1998 pracoval v semináři ve Vohitsoa na Madagaskaru.
V roce 1998 byl jmenován biskupem v Moulins. Biskupské svěcení přijal 22. listopadu téhož roku. V roce 2002 se stal nástupcem kardinála Billého na místě arcibiskupa lyonského a získal čestný titul „primas Galie“.
21. října 2003 ho papež Jan Pavel II. při konzistoři jmenoval kardinálem a byl mu přidělen titulární kostel Santissimà Trinità al Monte Pincio.

## Krytí sexuálního zneužívání
V březnu 2019 byl Barbarin shledán vinným ze zatajování sexuálního zneužívání nezletilých jiným duchovním. Proti rozsudku se odvolal. O ohledem na presumpci neviny papež František nepřijal jeho rezignaci. Po zprošťujícím rozsudku papež jeho rezignaci dne 6. března 2020 přijal.

## Členství v římské kurii
Philippe Barbarin je členem následujících institucí:
- Kongregace pro bohoslužbu a svátosti
- Kongregace pro společnosti zasvěceného života a společnosti apoštolského života

## Dílo
- Théologie et sainteté
- Histoire des missions chrétiennes, hlavní autor Jean Étèvenaux
- Paul Claudel: maître spirituel pour notre temps, spoluautor Jean Bastaire
- Le rabbin et le cardinal: un dialogue judéo-chrétien d'aujourd'hui, spoluautoři Gilles Bernheim a Jean-François Mondot